# Коротке відображення
Коротке відображення — відображення з одного метричного простору в інший, за якого не збільшується відстань, тобто, {\displaystyle f\colon X\to Y} коротке, якщо для будь-яких {\displaystyle x,y\in X}
{\displaystyle d_{Y}(f(x),f(y))\leqslant d_{X}(x,y)} .
Тут {\displaystyle d_{X}} і {\displaystyle d_{Y}} позначають метрики на {\displaystyle X} і {\displaystyle Y} відповідно.
Іншими словами, {\displaystyle f} коротке тоді й лише тоді, коли воно 1-ліпшицеве.